# Данготе, Алико
Алико Данготе (англ. Aliko Dangote; род. 10 апреля 1957, Кано, Колониальная Нигерия) — нигерийский бизнесмен и промышленник. Наиболее известен как основатель, председатель и генеральный директор Dangote Group, крупнейшего промышленного конгломерата в Западной Африке. В Индексе миллиардеров Bloomberg его состояние оценивается в сумму 15,3 млрд долларов США в мае 2024 года, что сделало его самым богатым человеком в Африке, самым богатым чернокожим человеком в мире и 132-м номером в списке самых богатых людей в мире.

## Ранний период жизни
Родился в богатой семье мусульман народа хауса 10 апреля 1957 года в Кано Британской Нигерии. Его мать, Мария Сануси Дантата, была дочерью бизнесмена Сануси Дантаты. Его отец, Мохаммед Данготе, был деловым партнёром Сануси Дантаты. По линии матери является правнуком Альхассана Дантаты, самого богатого человека в Западной Африке на момент его смерти в 1955 году. Брат Данготе, Сани (1959—2021), также был бизнесменом. Алико Данготе получил образование в медресе шейха Али Кумаси, а затем в средней школе в Кано. В 1978 году окончил Государственный колледж Бирнин-Куду. Получил степень бакалавра в области бизнес-исследований и администрирования в Университете аль-Азхар в Каире.

## Карьера в бизнесе
Dangote Group была основана как небольшая торговая фирма в 1977 году, когда Алико Данготе переехал в Лагос для развития бизнеса. Он получил кредит в размере 500 000 нигерийских найр от своего дяди, чтобы начать торговлю товарами, включая цемент в мешках, а также сельскохозяйственными товарами, такими как рис и сахар. В 1990-х годах обратился в Центральный банк Нигерии с предложением, что для банка будет выгоднее позволить его транспортной компании управлять парком автобусов для сотрудников. Предложение было принято банком.
В настоящее время Dangote Group является одним из крупнейших конгломератов в Африке с международными операциями в Бенине, Гане, Замбии и Того. Dangote Group превратилась из торговой компании в крупнейшую промышленную группу в Нигерии, имеющие такие подразделения, как: Dangote Sugar Refinery, Dangote Cement и Dangote Flour. Dangote Group доминирует на рынке сахара в Нигерии, а её бизнес по переработке сахара является основным поставщиком (70 % рынка) для компаний по производству безалкогольных напитков, пивоварен и кондитерских предприятий страны. В компании работает более 11 000 человек в Западной Африке.
В июле 2012 года обратился в Управление портов Нигерии с просьбой арендовать заброшенный участок земли в порту Апапа, что было одобрено. Позже построил там объекты для своей сахарной компании. Там создан крупнейший сахароперерабатывающий завод в Африке и третий по величине в мире, производящий 800 000 метрических тонн сахара в год. Dangote Group владеет соляными заводами, мукомольными мельницами и является крупным импортером риса, рыбы, макаронных изделий, цемента и удобрений. Компания экспортирует хлопок, кешью, какао, семена кунжута и имбирь в несколько стран. Кроме того, она имеет крупные инвестиции в недвижимость, банковское дело, транспорт, текстиль, нефть и газ.
В феврале 2022 года объявил о завершении строительства сборочного завода Peugeot в Нигерии в сотрудничестве со Stellantis и правительствами штатов Кано и Кадуна. Новая автомобильная компания, завод Dangote Peugeot Automobiles Nigeria Limited (DPAN), базирующийся в Кадуне, начал работу с выпуска Peugeot 301, 508, 3008, 5008 и Landtrek.
22 мая 2023 года в Лекки введен в эксплуатацию нефтеперерабатывающий завод Dangote Refinery. Завод планирует экспортировать излишки бензина, превратив крупнейшего производителя нефти в Африке в экспортный центр нефтепродуктов. По словам Алико Данготе, который финансировал строительство нефтеперерабатывающего завода, он также планирует экспортировать дизельное топливо. Нефтеперерабатывающий завод расположен на участке площадью 2500 гектаров в зоне свободной торговли Лекки, штат Лагос. Снабжается сырой нефтью по крупнейшей в мире подводной трубопроводной инфраструктуре протяженностью 1100 километров.

## Состояние
В 2007 году стал первым миллиардером Нигерии. Сообщается, что он увеличил своё состояние на 9,2 млрд долларов США в 2013 году, согласно индексу миллиардеров Bloomberg, что сделало его 30-м самым богатым человеком в мире на тот момент и самым богатым человеком в Африке. В 2015 году по результатам утечки информации стало известно, что он был клиентом HSBC и у него были активы в офшорах на Британских Виргинских островах.
По состоянию на июнь 2022 года являлся самым богатым человеком в Африке, его капитал оценивался в 20 млрд долларов США.

## Политическая деятельность
В 2003 году сыграл видную роль в финансировании избирательной кампании президента Олусегуна Обасанджо, на что он пожертвовал более 200 миллионов найр (2 миллиона долларов США). Также пожертвовал 50 миллионов найр (500 тысяч долларов США) Национальной мечети и 200 миллионов найр Президентской библиотеке. Оказание финансовой помощи членам правящей «Народно-демократической партии» вызвало серьёзные споры, несмотря на широко разрекламированные антикоррупционные лозунги во время второго срока Олусегуна Обасанджо.
В 2011 году президент Гудлак Джонатан назначил его членом команды по управлению экономикой. В 2017 году ходили слухи, что Алико Данготе рассматривает возможность баллотироваться на должность президента Нигерии на выборах 2019 года, но он отказался выдвигать свою кандидатуру. Вместо этого продолжил работу в специальном консультативном комитете во время избирательной кампании Мухаммаду Бухари.

## Другие виды деятельности

### Благотворительность
Сотрудничал с Фондом Билла и Мелинды Гейтс по вопросам общественного здравоохранения. В августе 2014 года пожертвовал 750 000 долларов США на помощь правительству Нигерии в борьбе с распространением лихорадки Эбола. В мае 2016 года пообещал выделить 10 миллионов долларов США на поддержку нигерийцев, пострадавших от повстанческого движения «Боко харам». В марте 2020 года пожертвовал 500 000 долларов США на борьбу с распространением COVID-19 в Нигерии.

### Футбол
В 2019 году Алико Данготе и Феми Отедола пообещали выделить сборной Нигерии по футболу 75 000 долларов США за каждый забитый мяч на Кубке африканских наций (AFCON). Также является ярым поклонником английской футбольной команды «Арсенал» и проявлял интерес к покупке клуба. В 2020 году пожертвовал деньги министерству спорта Нигерии на реконструкцию национального спортивного стадиона Абуджи.

## Личная жизнь
Проживает в Лагосе. Владеет двумя частными самолётами и, как сообщается, работает по 12 часов каждый день с 5 утра до 5 вечера, пробегает 10 миль на беговой дорожке почти каждый день.
В 1977 году женился на Зайнаб Данготе, но затем они развелись. Позже был женат на Марии Мухаммад Руфаи до их развода, даты свадьбы и развода неизвестны. У него три дочери: Халима, Мария и Фатима, а также приёмный сын по имени Абдулрахман. Халима пошла по его стопам и в настоящее время является исполнительным директором компании по коммерческим операциям.

## Награды и признание
- Награждён президентом Гудлаком Джонатаном второй по значимости наградой страны, став Великим командором ордена Нигерии[41].
- Назван Forbes человеком года в Африке 2014 года[42].
- В течение шести лет подряд: в 2013[43], 2014[44], 2015[45], 2016[46], 2017[47], и 2018[48], Forbes называл его «Самым влиятельным человеком в Африке».
- В 2014 году был включен в список «25 лучших бизнесменов мира», которые изменили и сформировали столетие, по версии CNBC[49][50].
- В апреле 2014 года журнал Time включил его в список 100 самых влиятельных людей в мире[51][52][53].
- В октябре 2015 года был включен в список «50 самых влиятельных людей в мире» по версии Bloomberg Markets[54][55].
- Имеет награду «The Guardian Man of the Year 2015»[56].
- Получил премию «African Business Leader Award 2016», организованную Africa-America Institute (AAI)[57][58].
- В 2015 году назван одним из 100 самых влиятельных африканцев журналом New African[59], 2017[60], 2018[61] и 2019 годах[62].

### Членство в организациях
Входит в совет директоров Корпоративного совета по Африке и является членом руководящего комитета Глобальной инициативы Генерального секретаря ООН «Образование прежде всего», Глобальной инициативы Клинтона и Международного делового совета Всемирного экономического форума. В сентябре 2016 года Торговая палата США назначила его сопредседателем Американо-африканского делового центра. В апреле 2017 года вошёл в совет директоров Инициативы Клинтона по доступу к здравоохранению. Он также входит в совет One Campaign. В августе 2022 года президент Мухаммаду Бухари назначил его председателем Совета по борьбе с малярией в Нигерии. Также является членом Глобального совета по борьбе с малярией, наряду с другими лидерами, включая Билла Гейтса, Рэя Чемберса и бывшего президента Либерии Элен Джонсон-Серлиф.